# Los Cuatro Vientos
Los Cuatro Vientos fue una revista bimensual de poesía española publicada entre febrero y junio de 1933, editándose solo los tres primeros números. Impulsada por Pedro Salinas, Jorge Guillén y Dámaso Alonso, tuvo su principal significación por ser la postrera aportación colectiva de los poetas de la llamada Generación del 27, aunque también incluiría obra de poetas más jóvenes, como Cernuda, Aleixandre, María Zambrano o José Antonio Muñoz Rojas. El consejo de redacción de la revista estuvo formado por José Bergamín, Melchor Fernández Almagro, Antonio Marichalar, Federico García Lorca y Claudio de la Torre.
Al contrario de publicaciones similares de la época, Los Cuatro Vientos no se acompañaba de ilustraciones, reuniendo solo poemas o narrativa breve y teatral y algún ensayo literario. Entre las firmas, destacan autores como el citado García Lorca, Luis Cernuda, José Bergamín, Gerardo Diego, José Moreno Villa, Miguel de Unamuno, Benjamín Jarnés, Manuel Altolaguirre, María Zambrano, Luis Felipe Vivanco, Luis Rosales, Vicente Aleixandre, José María Quiroga Plá y José Antonio Muñoz Rojas, además de los tres coordinadores mencionados, Salinas, Guillén y Alonso. No llegó a aparecer obra de dos clásicos del 27 como Rafael Alberti y Emilio Prados.
En 1976 se publicó una edición facsímil; y en 2000 otra a cargo de la editorial Renacimiento, con introducción de Francisco J. Díaz de Castro. También pueden mencionarse los estudios sobre la revista de Francisco Javier Díez de Revenga y Mariano de Paco, ambos profesores de la Universidad de Murcia.